# Echinopsis arebaloi
Echinopsis arebaloi ist eine Pflanzenart aus der Gattung Echinopsis in der Familie der Kakteengewächse (Cactaceae). Das Artepitheton arebaloi ehrt den bolivianischen Pflanzensammler Francisco Arebalo, der das Typusexemplar sammelte.

## Beschreibung
Echinopsis arebaloi bildet Gruppen. Die kugelförmigen, dunkelgrünen Triebe besitzen einen eingesenkten Scheitel. Sie erreichen bei Durchmessern von 8 bis 11 Zentimetern Wuchshöhen von 6 bis 10 Zentimetern. Es sind in der Regel elf breite und niedrige Rippen vorhanden. Die auf ihnen befindlichen auffälligen, kreisrunden Areolen sind grau befilzt. Aus ihnen entspringen zwölf bis 15 Dornen, die sich nicht in Rand- und Mitteldornen unterscheiden lassen. Die steifen, schlank nadeligen, ausgebreiteten, hellgrauen Dornen besitzen eine braune Spitze und sind 0,5 bis 1,5 Zentimeter lang.
Die trichterförmigen, weißen Blüten erscheinen nahe der Triebspitze und öffnen sich in der Nacht. Sie werden bis zu 16 Zentimeter lang.

## Verbreitung und Systematik
Echinopsis arebaloi ist bei Comarapa im bolivianischen Departamento Santa Cruz in Höhenlagen von 2000 Metern verbreitet.
Die Erstbeschreibung durch Martín Cárdenas wurde 1956 veröffentlicht.
Echinopsis arebaloi ist nur unzureichend bekannt und wahrscheinlich nur von der Sammlung des Typusexemplares bekannt.

## Nachweise